# Acarouany (village)
Pour l’article homonyme, voir Acarouany.
Acarouany est un village situé sur la commune de Mana dans l'Arrondissement de Saint-Laurent-du-Maroni en Guyane. Le village est situé sur la rivière d’Acarouany.
Acarouany était le siège d'une colonie de lépreux entre 1833 et 1979. De 1989 à 1992, c'était le lieu d'un camp de réfugiés surinamais.

## Léproserie
En 1828, le Ministère de la Marine et des Colonies envoya la Sœur Anne-Marie Javouhey à Mana pour coloniser la région. Les lépreux étaient jusqu'alors soignés aux Îles du Salut. En 1833, la Sœur Javouhey entreprend de créer une léproserie au sud du village de Mana sur la rivière Acarouany. Dans un premier temps les patients étaient hébergés dans des paillotes, la construction d'une léproserie avec des bâtiments en brique a duré trois ans.
Entre 1882 et 1886, la léproserie est dirigée par Paul-Louis Simond. De retour en France, il rédige sa thèse de doctorat La lèpre et ses modes de propagation en Guyane française pour laquelle Simond reçoit le prix Godard. Simond prouvera plus tard que la puce propageait la peste bubonique.
En 1947, la léproserie est modernisée et rénovée, mais les sœurs restent aux commandes. En 1979, la léproserie est finalement fermée.

## Camp de réfugiés
La Guerre civile du Suriname, qui s'est déroulée entre 1986 et 1992, a poussé les réfugiés à traverser la frontière entre le Suriname et la Guyane française. Le village d'Acarouany a été redécouvert par les réfugiés et squatté. En 1989, un camp a été construit à proximité du village pour accueillir les réfugiés. À l'origine, le camp abritait 1 465 réfugiés. Le camp a été démantelé en 1992, cependant Acarouany est resté un village habité.
En 1999, le village a été déclaré monument historique. Le village est aujourd'hui habité par des Surinamais, des Haïtiens, des Brésiliens et des Hmong. Les Hmong sont originaires du village voisin de Javouhey, un village de réinstallation fondé en 1978. En 2013, le maire de Mana a radié 44 familles qui vivaient illégalement dans le village.